# Anton Christian Bang
Anton Christian Bang (Dønna, 18 de septiembre de 1840 – Kristiania, 29 de diciembre de 1913) fue un teólogo, historiador y político noruego, miembro del partido conservador Høyre. Bang fue una de las figuras más destacadas de la Iglesia de Noruega en las décadas alrededor de 1900. Desde 1885 hasta su muerte fue profesor de historia de la iglesia en la Real Universidad Federicana. Entre 1893 y 1895 fue Ministro de Educación y Asuntos Eclesiásticos, y entre 1896 y 1912 fue Obispo de la Diócesis luterana de Oslo.

## Biografía
Bang nació en la isla de Dønna en la provincia de Nordland, siendo hijo de Ivar Christian Bang Andersen y de Mariane Hansdatter Klæboe. Durante su juventud, vivió en la zona pesquera de las Islas Lofoten. Asistió a una escuela de profesores en Tromsø (1858–1960), estudió teología (1862–1867), y posteriormente ejerció como ministro en las ciudades de Gran, Tromsø, y en un asilo en el barrio Gaustad en Kristiania. En 1876, obtuvo su primer doctorado en la Real Universidad Federicana, por su tesis Om Kristi Opstandelses historiske Virkelighed (La realidad histórica de la resurrección de Cristo) .
Bang fue profesor de historia de la iglesia (1885) y Obispo de Oslo (1896–1912). Bajo este último cargo y sus cercanos vínculos con la casa real, representó varias misiones a nombre de su país, incluyendo la inauguración de la Iglesia de la Redención Alemana en Jerusalén en 1898.
Entre 1893 y 1895, Bang fue Ministro de Educación y Asuntos Eclesiásticos, y en 1895 fue miembro de la División del Consejo de Estado en Estocolmo, ambos cargos durante el segundo gobierno de Emil Stang.
Como investigador, Bang fue muy productivo y sus escritos cubren numerosas áreas. Escribió varias obras importantes, incluyendo una famosa biografía sobre el pastor luterano y empresario Hans Nielsen Hauge.Su principal contribución fue como recopilador de información histórica, principalmente sobre folklore religioso.

## Honores
- Orden de San Olaf (1895)
- Medalla Rey Oscar II de Suecia (1895)
- Medalla Petter Dass (1912)

## Principales obras
- Juleevangeliet, på nynorsk (El Evangelio de Navidad, en nynorks) (1868)
- Hans Nielsen Hauge og hans samtid. Et Tidsbillede fra omkring aar 1800 (Hans Nielsen Hauge y sus contemporáneos. Un retrato durante el año 1800) (1874)
- Kirken og Romerstaten indtil Constantin den store (La iglesia y el Estado romano hasta Constantino el Grande) (1879)
- Vøluspaa og de sibyllinske Orakler (Völuspá y los oráculos sibilinos) (1879)
- Julian den frafalne (Julián el apóstata) (1881)
- Udsigt over den norske kirkes historie efter reformationen (Perspectiva de la historia de la Iglesia noruega después de la Reforma) (1883)
- Udsigt over den norske kirkes historie under katholicismen (Perspectiva de la historia de la Iglesia noruega después del catolicismo) (1887)
- Kirkehistoriske Smaastykker (Breves pasajes de la historia de la iglesia) (1890)
- Den norske kirkes historie i reformationsaarhundredet (Historia de la Iglesia noruega en el siglo de la Reforma) (1895)
- Den norske kirkes geistlighed i reformationsaarhundredet (El clero de la Iglesia noruega en el siglo de la Reforma) (1897)
- Norske hexeformularer og magiske opskrifter (Fórmulas y recetas mágicas de brujería) (1901–1902)
- Erindringer, selvbiografi (Recuerdos, autobiografía) (1909)
- Den norske kirkes historie (Historia de la Iglesia noruega) (1912)

### Otras fuentes
- J. Brochmann: Biskop dr. theol. A.Chr. Bang. Et Livsbillede med Lysstreif over vor Kirkes Udvikling i Fortid og Nutid (1898)
- G. Grundt: Biskop Bang. Min far (1958)
- A. M. Smørvik: Biskop Bang som visitator, spesialavhandling i kirkehistorie ved Det teologiske menighetsfakultet (1987)
- Bang, Bugge, y Rydberg: Völuspá and the Sibylline Oráculos

- Obras sobre Anton Christian Bang en Internet Archive

- Datos: Q3356252
- Multimedia: Anton Christian Bang / Q3356252